# III – Angst, Självdestruktivitetens Emissarie
III - Angst, Självdestruktivitetens Emissarie – trzeci album studyjny szwedzkiej grupy black metalowej Shining.
Wydawnictwo ukazało się 7 października 2002 roku nakładem wytwórni muzycznej Avantgarde Music.

## Lista utworów
Opracowano na podstawie materiału źródłowego.
1. "Mörda Dig Själv..." (muz. Niklas Kvarforth, Inisis, sł. Niklas Kvarforth, Inisis) - 09:08
2. "Svart Industriell Olycka" (muz. Niklas Kvarforth, sł. Niklas Kvarforth) - 08:06
3. "Självdestruktivitetens Emissarie" (muz. Niklas Kvarforth, sł. Niklas Kvarforth) - 08:30
4. "Submit to Self-Destruction" (muz. Niklas Kvarforth, sł. Niklas Kvarforth) - 07:13
5. "Till Minne Av Daghen" (muz. Phil A. Cirone, sł. Phil A. Cirone) - 04:23
6. "Fields of Faceless" (muz. Niklas Kvarforth, sł. Niklas Kvarforth) - 10:21

## Twórcy
Opracowano na podstawie materiału źródłowego.
- Niklas Kvarforth - wokal prowadzący, gitara, miksowanie, produkcja muzyczna
- Hellhammer - perkusja
- Inisis - gitara
- Phil A. Cirone - gitara basowa, instrumenty klawiszowe
- Thomas Tägtgren - inżynieria dźwięku
- Daniel Halén - produkcja muzyczna, miksowanie

## Wydania
| Rok  | Nr katalogowy | Format        | Wytwórnia                         | Region            | źródło |
| ---- | ------------- | ------------- | --------------------------------- | ----------------- | ------ |
| 2002 | AV066         | CD, Album     | Avantgarde Music                  | Włochy            | [ 3 ]  |
| 2002 | PT 056, AV066 | LP, Album     | Perverted Taste, Avantgarde Music | Niemcy            | [ 3 ]  |
| 2004 | WAR 036       | CD, Album     | Mercenary Musik                   | Stany Zjednoczone | [ 3 ]  |
| 2008 | CDVILED224    | CD, Album, RE | Peaceville Records                | Wielka Brytania   | [ 3 ]  |